# Ion
Vedeți și Ion (dezambiguizare) pentru alte sensuri ale cuvântului sau numelui Ion
Un ion este un atom sau în general un grup de atomi care are o sarcină electrică nenulă. Un atom neutru din punct de vedere electric are un număr de electroni egal cu numărul de protoni din nucleu, și se poate ioniza prin schimbarea acestui echilibru. Astfel:
- dacă pierde unul sau mai mulți electroni devine un ion pozitiv, numit și cation pentru că este atras de catod (electrodul negativ);
- dacă primește unul sau mai mulți electroni devine un ion negativ, numit și anion pentru că este atras de anod (electrodul pozitiv).

Ionii se pot găsi în soluții obținute prin dizolvarea unor substanțe în solvenți sau sub forma unui gaz care conține particule încărcate electric. În acest din urmă caz mediul ionizat se numește plasmă și întrucât are proprietăți diferite de cele ale solidelor, lichidelor și gazelor este considerat a reprezenta o a patra stare de agregare a materiei.

## Etimologie
Cuvântul ion a fost introdus de Michael Faraday. În limba greacă ἰόν ion este participiul prezent de la ἰέναι ienai (a merge) și deci înseamnă mergător. Anion și cation provin de la ἀνιόν anion și respectiv κατιόν kation, însemnând "urcător" și "coborâtor". Similar, anod și catod derivă din ἄνοδος anodos și κάθοδος kathodos care înseamnă urcare și respectiv coborâre, din ὁδός odos (direcție). În limba română acești termeni au intrat prin intermediul limbii franceze: ion, anion, cation, anode și cathode.